# Lambda Eridani
Lambda Eridani (69 Eridanus) é uma estrela na direção da constelação de Eridanus. Possui uma ascensão reta de 05h 09m 08.78s e uma declinação de −08° 45′ 14.7″. Sua magnitude aparente é igual a 4.25. Considerando sua distância de 1753 anos-luz em relação à Terra, sua magnitude absoluta é igual a −4.40. Pertence à classe espectral B2IVn. É uma estrela variável β Cephei.